# Église de Veitsiluoto
L’église de Veitsiluoto (finnois : Veitsiluodon kirkko) est une église luthérienne située à Kemi en Finlande.

## Description
L'édifice en béton sans tour de clocher est conçu par Veikko Larkas et construit en 1957.
Le 29 septembre 1957, l'église est inaugurée  par Olavi Heliovaara l'évêque du Diocèse d'Oulu. 
La nef à une superficie de 500 m2 et dispose de 370 sièges.
L'orgue à 18 jeux est fourni en 1958 par la fabrique d'orgues de Kangasala.
Le relief en bois intitulé la continuité est sculpté en 1967 par Taisto Martiskainen.
La croix de l'église est une croix de saint Pierre.

## Galerie

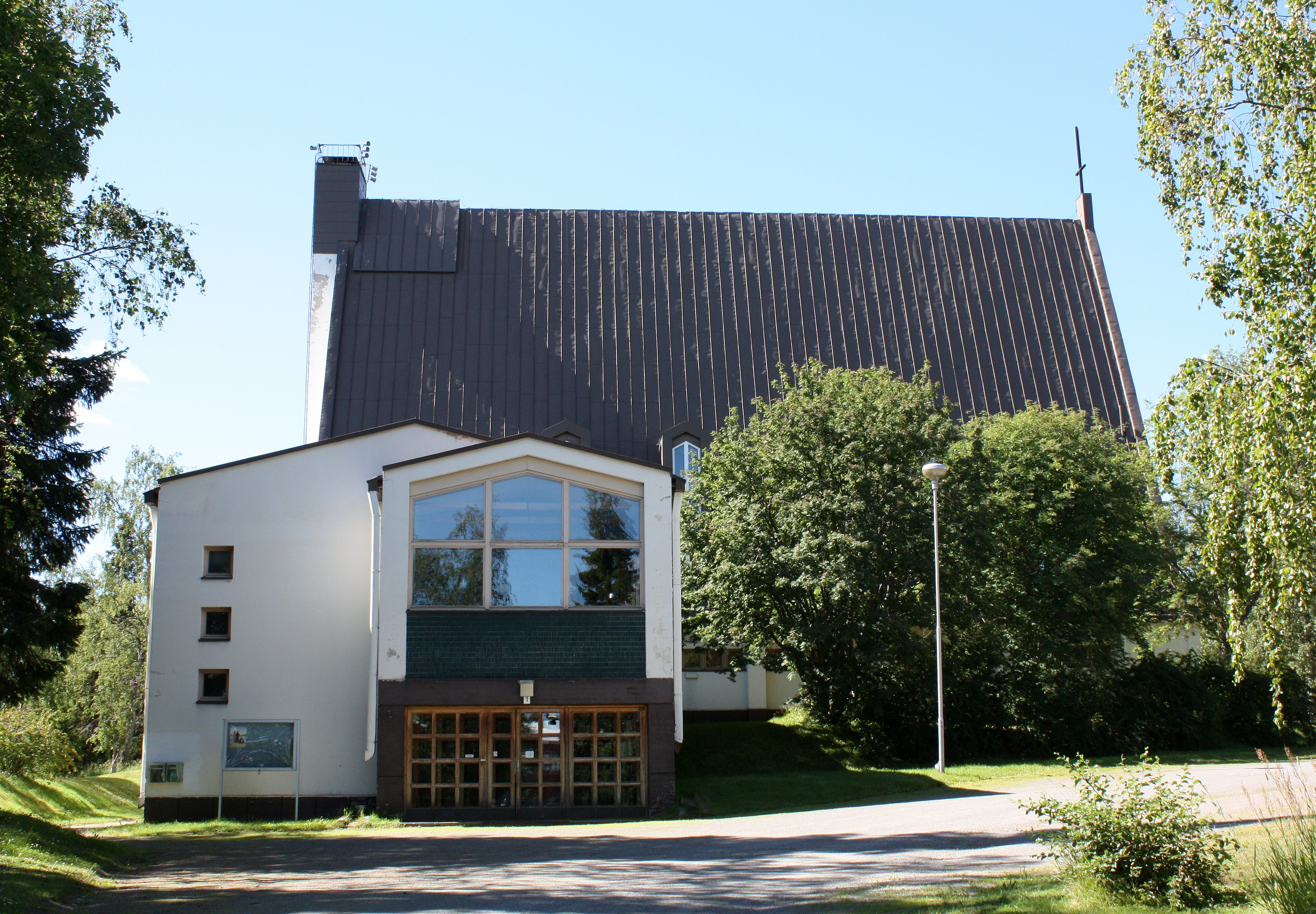
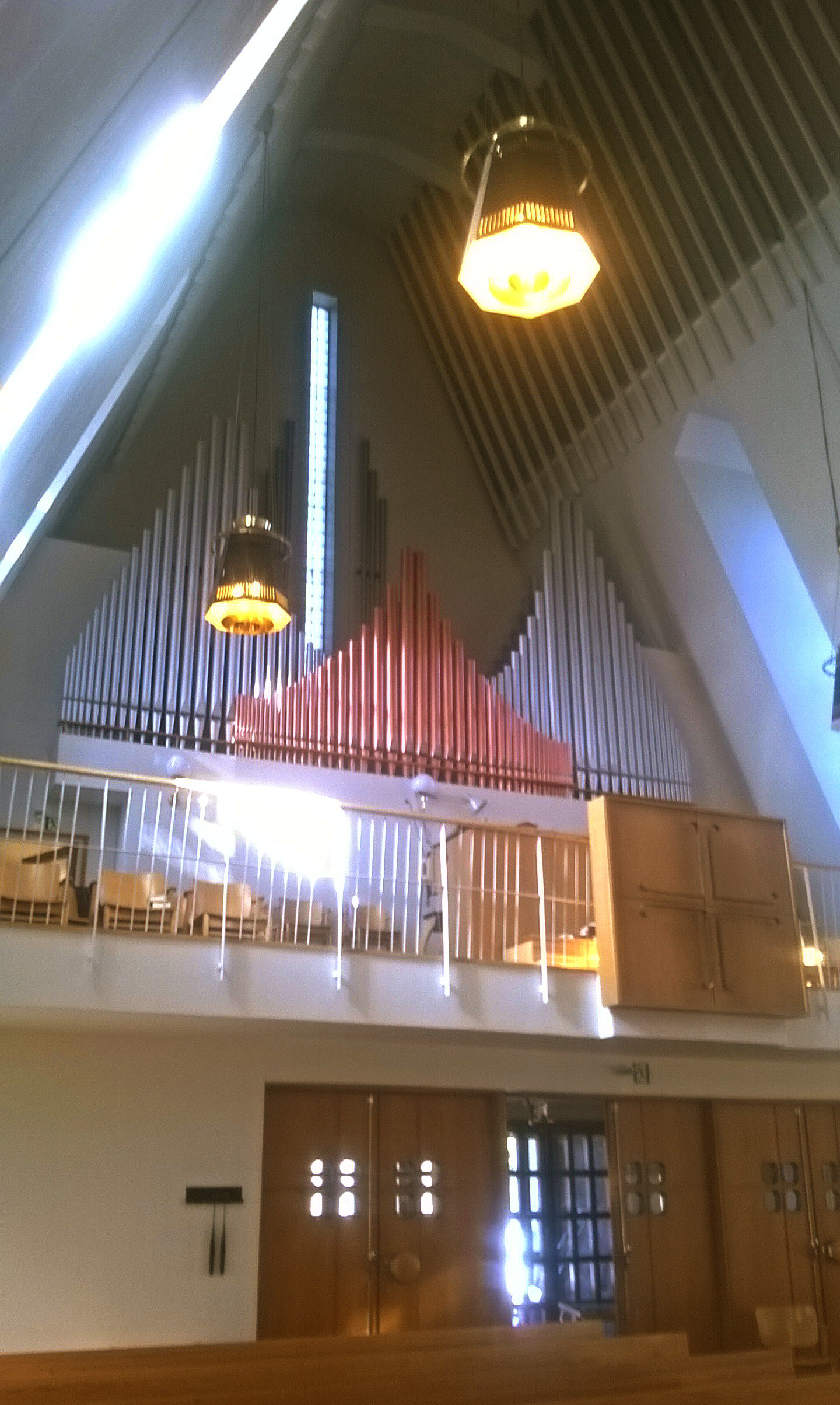
L'orgue de l'église.